# Mercey
Mercey is een gemeente in het Franse departement Eure (regio Normandië) en telt 53 inwoners (2009). De plaats maakt deel uit van het arrondissement Évreux.

## Geografie
De oppervlakte van Mercey bedraagt 3,5 km², de bevolkingsdichtheid is dus 15,1 inwoners per km².
De onderstaande kaart toont de ligging van Mercey met de belangrijkste infrastructuur en aangrenzende gemeenten.

## Demografie
Onderstaande figuur toont het verloop van het inwonertal (bron: INSEE-tellingen).